# シャーンドル・エンマ
シャーンドル・エンマ（ハンガリー語: Sándor Emma、1863年3月17日 - 1958年11月22日）は、ハンガリーの作曲家、ピアニスト、詩人、翻訳家。コダーイ・ゾルターンの最初の妻。

## 経歴
1863年、ハンガリー・バーチ・キシュクン県バヤで生まれた。旧姓はシュレージンガー（ハンガリー語: Schlesinger）、のちシャーンドル（ハンガリー語: Sándor）と改姓した南部ハンガリーのユダヤ商人の娘であった。子供の頃から音楽に強い関心を示した。
ブダペストでグルーベル・ヘンリク（Gruber Henrik）と最初の結婚を経験。自宅に音楽家を集めてサロンにする傍ら、ドホナーニ・エルネに作曲を師事。1905年、ドホナーニの後任の作曲教師コダーイ・ゾルターンと出会った。エンマは19歳下のコダーイと恋に落ち、最初の夫と離婚して、1910年8月3日、コダーイと再婚した。才気煥発な女性で、バルトークを初めてコダーイと引き合わせたのはエンマであった。

## 作曲作品・作風
作曲家としては歌曲やピアノ曲を残しており、今日なお評価が高い。
1897年にはドホナーニから『四手のピアノ・ワルツ 作品3』および『エンマ・グルーベルの主題による変奏曲とフーガ 作品4』を献呈されている。後者は彼女自身の主題によるものである。